# 機動旅団八福神
『機動旅団八福神』（きどうりょだんはちふくじん）は、福島聡による日本の漫画作品。月刊『コミックビーム』誌上で2004年8月号から2009年1月号まで連載された。単行本は全10巻。第10巻には、隔月刊『Fellows!』誌上でvolume3からvolume7まで連載された後日談の「ロングロングアゴー」が収録されている。2005年、第9回文化庁メディア芸術祭マンガ部門の審査委員会推薦作品に選出。
重厚なタッチと難解なストーリー性が特徴。

## あらすじ
“中国”に侵略され属国となり“アメリカ”との戦争に邁進する近未来の日本。環東軍に入隊した名取不二雄は、第一機動旅団に配属された日、不思議な言動の白髪の少女と奇妙な容貌の人型兵器に出会う。その直後、彼らは“アメリカ”のビーム兵器に攻撃される。瀕死の重傷者を救おうと必死になる名取をよそに、少女は現場に現われた軍服姿の女性に促され、奇妙な人型兵器福神に乗り込み、敵へと向かう。

## 世界観
舞台は近未来、極東危機と呼ばれる緊張状態の後、「神の左手」と呼ばれる中国軍のハイテク兵器による全土への攻撃、通称極東の粛清を経験した日本が、“中国”が構築した汎亜細亜共栄圏の中に組み込まれた世界である。降伏文書を読み上げるべき天皇の不在のまま迎えた敗戦の後、“中国”からの攻撃によって疲弊した日本は、政治的にも経済的にも安定し、着々と復興を遂げているが、それはかつての盟友“アメリカ”との決別を意味した。
汎亜細亜共栄圏とは、“中国”が周辺諸国を飲み込む形で形成した連邦的結合であり、日本がかつて構築を目指した大東亜共栄圏的な性質（実質的には中心国である“中国”の覇権である、など）を持つ。日本の他にも、朝鮮半島やカンボジア、マラッカ海峡などの東南アジアなどが含まれており、それらの地域の防衛を担当するのが環東軍、環西軍、環南軍、環北軍である。米中対立の高まりに備えて、日本及びその周辺の防衛を担当する環東軍は旧自衛隊を中心に組織されているが、自衛隊自体は任務を災害支援と国内治安維持に限定されて防衛局内に復活している。しかし、国防の任務を環東軍に奪われたことから、自衛隊内には鬱屈した感情が溜まっている。
一方、“アメリカ”は世界の覇者たる地位を失いつつあり、更に極東における盟友、日本と韓国が“中国”の支配下に置かれたことから、再び極東における覇権を取り戻そうとして戦争へ進んでいる。“アメリカ”は未だに世界の技術の最先端であり、ハワイに拠点を置くアンチ＝ニュートン社を中心に最新の兵器を開発している。
6巻までで、スイス、ユーロ連合、イスラエル、ロシア、インドなどの国が存在することが分かる。スイスには敗戦直前に天皇及び皇室が亡命している。

## 福神とリカオン
福神とは、環東軍とよつば重工業が開発したスーツタイプの人型機動兵器である。赤いずんぐりとした福神の中には操作のための神経伝達ジェルと装甲の役割を為す特殊なゼリーが詰められており、着用することで操縦者の力を増大させることが出来、またどんな砲弾や衝撃でも耐えることが出来る。（ただし核攻撃の後はカメラは破損、外装が変形していた。）
弱点はどんなに衝撃に強くても刃物ではあっさりと切れてしまうこと、ずんぐりとした体型のせいで狭い場所には入れず、動きも鈍く機動性に欠けるということ、そしてスーツ内に詰められたゼリー状の物体にはアレルギー反応があるということである。最初の問題は福神専用の装甲が開発されたが、かえって動き辛くなった。機動性の問題は中国本営軍が小型化し、反重力マシーンを搭載した新型福神を開発し、高い身体能力と命令に忠実なデザインヒューマンを大量に動員した。最期の問題は操縦者の先天的な能力に委ねるしかない。
環東軍ではこれらを輸送艇『宝船』で輸送することで機動的な作戦を可能にしている。後に中国本営軍がさらに大々的な部隊を組織し、運用した。
名取は決して人が死なない兵器である福神だからこそ、人の死なない戦争を実現できると考えた。
一方、リカオンとは、米軍と結託した軍需企業、アンチ=ニュートン社が開発した人型機動兵器で、骸骨を思わせるような白い細身のロボットを遠隔操作によって操縦し、更には反重力マシーンによる空中戦も可能であり、高い機動性を以って福神との戦闘で常に優位に立っている。遠隔操作は機体間で操縦者（ハンドラー）の交代が可能、また一人で複数機をコントロールすることもできる。鯨に擬装可能な原子力潜水艦リッコーヴァー号によって太平洋を横断して日本に侵攻してくる。
開発したアンチ＝ニュートン社のファインマン博士らは、アメリカの法律上、人間ではなくなった犯罪者をリカオンの生体ユニットに使用し、人が死なない戦争を目指した。これを知った名取は、これを情報戦に利用して“アメリカ”の非人道性を世界中にアピールすることを思い立った。またリカオンはハンドラーのコントロールを離れると生体ユニットに使用された元の犯罪者によってコントロールされることが作中で描写されている。
結論として犯罪者を兵器に利用することも犯罪者を特殊軍人として部隊を作ることも夢のまた夢であったと作中では言及された。

## マスクマンと賢者の静脈
マスクマンは、正確な名称は作中に登場しないが、思考通信と呼ばれる頭の中で思い浮かべた概念を言語を介さずに意思疎通する技術に使う「マスク」を被った人物たちの組織。おそらく社会全体を支配する様な権力を持った富裕層と思われる。アメリカ、中国の陣営を問わずにメンバーは所属し、ゆくゆくは国家という概念はなくなると考えている者もいるが、基本的には利権を追及する集団であるらしく組織全体で何か目的があるような動きはない。しかし複数の人間が思考を接続しているため、自然と思考の方向が同じになるよう収束されていく傾向があるらしい。
一方、賢者の静脈とは、アンチ＝ニュートン社が持つシステムで膨大な情報を処理するコンピューターのようなもの。こちらも思考通信を利用した技術で「コンタクトレンズ」のようなもので情報を閲覧することができる。ただマスクマンと違い相互に情報のやり取りをするシステムではなく世界中から収集した情報を処理して一方的に送って来るだけのようである。
前者は意思疎通、後者は情報処理の目的で思考通信、言葉にならない概念を相手に伝える技術を利用するシステムだが、両者の働きの所為か戦争は冷戦状態になり、登場人物たちは人の死なない戦争を目指そうとする傾向が現れた。しかし物語の終盤に両方とも破壊され、世界は再び戦争が繰り返されるようになる。

## 登場人物

### 環東軍・汎亜細亜共栄圏
名取不二雄（なとりふじお）
福神隊隊長。2号機に搭乗する。
黒縁眼鏡をかけた穏やかな容貌だが表情が厳しくなるときがある。当初は四方田に叱咤されて本性を隠そうとするが、次第に自分の考えを貫こうという気概を持つようになって表情が厳しくなると周囲からは豹変したと評された。また考え事をする時に口元に手をやる癖がある。
人が死なない戦争を理想としており、人を救いたいという想いから軍に入隊。人を傷つけず、また決して傷つかない福神を絶対防御による人を助ける兵器と考え、四方田からも福神隊隊長を任された。
また「考える軍人」を自称して何事も深く考える思慮深さと信念を貫こうとする強情さを併せ持つ。このため自分で考えずに命令に従うことに嫌悪感があり、上官の命令に反抗するのもこのためである。学生時代は友人がおらず、パシリにされるも教室で暴れ出し、頑として従わなかった。父親は缶詰工場の社長で精神病患者などを雇って人助けをしたいと考えていたようだが戦争が始まると自殺した。周囲から立派な社長と評価されていた父親を当人は「父には友達がいなかった。」と父親を批判している。
最後は誰も死なない戦争と称して福神を相手に疑似戦争を体験する組織を立ち上げ、戦争について考えること、戦争を体験させる活動を続けている。
半井亜矢（なからいあや）
福神隊隊員。1号機に搭乗する。
真っ白な髪を持つ少女で無気力な言動が目立ち、命令が無ければ何もしない。当初から福神乗りとして選ばれた存在。その戦闘能力は突出しており、戦闘時には普段と違って生き生きとした表情になる。
その正体は命令に忠実なデザインヒューマンであり、命令に従うことに喜びを感じ、どのような思考を経ても戦闘を肯定するように作られた人間である。隊長になった名取に対して自分には命令だけして欲しいと頼んだのもこのため。また沖縄でゲリラの老婆に精神的に影響され、生きることへの渇望を抱き、自主的に行動するようになったが、同時に敵を強く意識するようになりアメリカに激しい憎しみを抱く。
最後は名取に強く拒絶されて戦闘するために生まれた人間、デザインヒューマンであることを変えて欲しいと中国軍に要望して普通の人間になったが、自分で考えて仲間を守るために戦うという選択肢を選んだ。
王玲花（ウォンレイファ）
福神隊隊員。3号機に搭乗する。
“中国”本国から派遣された留学生で、いわゆるマゾである。自尊心を傷つけられること、苦しい思いをすることを快楽としている。クールに振る舞い、不愛想だが仲間に思いやりを示したり、周囲から共感されないことに苛立ったり、戦いに恐怖したりと一人前に人間らしい部分がある。やがて中国本営軍の新型福神部隊の指揮官になったが、名取に対する信頼を見せていて、ハワイ作戦では独断で名取に指揮を執らせた。
半井同様に福神隊の主要戦力として活躍、半井に対抗心を燃やしていたが失態を犯して本国に送還されデザインヒューマンとしてより完全な改造を受ける。それ以降は半井への対抗心など人間らしい部分は失せたようだ。
最後はデザインヒューマンであることを否定した半井に対し、共感できないという意見を出しながらも仲間として最大限協力した。
布施幹夫（ふせみきお）
福神隊隊員。7号機に搭乗する。
四方田から名取に「優秀な男」と紹介されるほどの能力を持つが、どんな人間でも顔を見れば本性が分かると話し、突拍子も無い言動が目立つ変人。実際、類稀な観察眼を持ち、周囲の人間を評価し、名取を「考える軍人」だと見抜いて興味を持つ。なお当人の事を周囲はあまりにタフなので「ロボット」、四方田は「死んでも寂しいなどとは口にしない男だ。」と評している。趣味はクラシック音楽。
名取たちにアメリカの情報を話すなどしてアメリカのスパイだと思われていた布施だが、アメリカに亡命しようとする張六明の造反に際して「本営諜報部特殊情報員七号」という本来の身分を明らかにし、彼を解任逮捕する。それ以降は福神乗りではなく情報員として働くことがメインとなった。
最後は中国の情報部で活躍している。半井に本来の身分を欺いていたことを指摘され、国家という得体のないもののために働いてきた自分が始めて出来た仲間を守るために必死だったと答えている。
向田兆治（むこうだちょうじ）
福神隊隊員。4号機に搭乗する。
陸上自衛隊第一空挺団出身の屈強な兵士。格闘技や銃剣術、サバイバル術などに精通した最強の歩兵であるが、一方で喧嘩っ早い性格であり、自衛隊内で自らを持て余していたところに福神隊隊員の募集ポスターを見て志願した。当初は能力の高さから横暴な振る舞いや攻撃的な言動が目立ったが、精神的にもろい部分があり、逆に周囲から支えられることの方が多くなる。特に名取に対して信頼が厚いことが描写される。
京都の戦闘でかつての仲間だった自衛隊員たちが大勢、殺される場面に立ち会って以降は戦うことが出来なくなる。
最後は中道と同居し、彼女のお腹に子供がいるようである。
夏目宇宙（なつめこすも）
福神隊隊員。5号機に搭乗する。
整った顔立ちを持ち、かつ話し上手なので、当初は隊内のムードメーカー的存在だった。布施は時折見せる陰のある表情を理由に「復讐者」と評した。
かつて自分が住んでいた街（横田基地周辺と思われる）が極東の粛清によって焼き払われ、そこを生き延びたことから何も出来なかった自分への不満、ぶつけようの無い復讐心を抱いており、名取の正義感などに対して斜に構えて反目することが増えてくる。京都の戦闘でまたも何も出来なかったことで自信を喪失するがハワイ作戦を生き残ってジュリエッタに再会している。
最後は紛争地帯で活動しているらしい。
弓削豪（ゆげごう）
福神隊隊員。6号機に搭乗する。
地方出身の軍事マニアで、「銃が撃ちたいから軍隊に入った。」と話している。
小銃分解以外に取り立てて目立った面が無い。感情のコントロールもできない。この２点から布施には「弱者」と評され、訓練期間中に発狂寸前までに追い詰められるが、名取と触れ合うことで回復、無事念願の福神隊に配属される。しかしそれ以降も目立った活躍はなく足を引っ張るばかりで「試練」と称して自分を納得させ続けていた。
最後は取り柄もなく情けない自分でも戦争をやり切ったことで自信が持てたと語り、社会に不満を持ち、仲間も作れない若者のために支援団体を主宰している。
中道晶（なかみちあきら）
福神隊隊員。唯一の救護兵で、白地に赤十字の入った福神に搭乗する。
凛々しい顔立ちに違わず熱血な性格で、隊員によくハッパをかける。
祖父は福神スーツの開発者、父は第一機動旅団衛生班班長。戦争が嫌いで、亡き祖父が開発した技術が戦争に利用されることを嫌う。当初は福神と距離を置いていたが、アレルギーのある福神ジェルに適応できると四方田に知られ、福神乗りにさせられる。また四方田は「彼女こそ福神が人を傷つけない兵器である象徴だ。」としている。
祖父の知り合いだったと話す武器商人・千歳屋にからまれることが多く困惑していたが、中道を狙う狙撃から千歳屋が身を挺して庇い、彼からマスクマンという集団の情報、マスクを託された。
最後は向田と同居し、お腹に彼の子供がいるらしく、これを暗喩して自身を「希望だ。」と半井に話した。
四方田（よもだ）
福神隊の生みの親である妙齢の女性将校。階級は軍曹だが、福神隊の運用の全てを握るかなりの権力者。合理的かつ冷酷非情な考えの持ち主で、整った顔立ちに常に険しい表情を浮かべている。
当初は「考える軍人は不要だ。」といって名取に様々なアプローチを仕掛けてきたが、全ては福神隊を彼女の理想とする部隊にするためだったことが分かる。しかしその途中で中国本国からの命令により福神隊の顧問から外されることが決まり、逆に名取に「自分で考えろ。」と告げて姿を消した。その後、カンボジアで福神隊の前に再び姿を現した時には軍を辞め、大手NGOのプロトコールのメンバーになっており、後に名取、夏目も同じ組織に所属する。中国のハワイ作戦では名取、夏目をハワイに送り込み、自身は国連でスピーチを行っている。
最後まで名取と連絡を取り続けているらしい描写がある。
張六明（チャオリゥミン）
5巻より登場。四方田の後任の福神隊顧問。階級は准尉。自尊心が強く、福神隊隊員の全員の首に爆弾付きペンダントを着用させるなど、自らへの絶対的服従を強いる。移動手段に自転車を愛用している。
経緯は不明だが、王を軍に入れた人物であるらしい描写があり、予め彼女を良く知っていた。当初から名取を敵視しており、敵対的な態度を見せる。マラッカ海峡での戦闘時に宝船をリカオンに襲撃され、顔や体の左半分に大火傷を負うと名取が自分の失態を「嘲笑っている。」と難癖をつけ、軍上層部に意見する名取に激しく苛立つほどになる。その後、出世の道を絶たれたと思い込んで自暴自棄になりアメリカに亡命しアンチ・ニュートン社に再就職しようと画策するが布施によって阻止された。
白金（パイジン）
6巻より登場。双子の中国人の少女。白い髪をボブカットにしている。捕虜となった半井の代わりに1号機に登場する。
理知的な行動を心掛けていて聞き分けが良い。そのため「目付け役」を任されることが多い。ハワイ作戦でも一人だけ旧福神隊に回されて不満そうにしていた。
白紅（パイホン）
6巻より登場。双子の中国人の少女。白い髪をショートカットにしている。白紅は本国に送還された王の代わりに3号機に搭乗する。
軽口が多く、作戦を無視したり周囲の言うことをきかず勝手な行動が目立つ。王からは「金はお前のように私語はしない。」と評された。金同様、王を尊敬しているが、金と違って半井にも関心があり、最初は福神隊のメンバーから「半井と王の劣化コピー。」と言われて反感を抱き、王にも半井とはどんな人間だったのか質問している。
最後は半井が普通の人間になりたがったのは名取の影響と軽口を叩いている。
長官
第一機動旅団の責任者。頼りなさげな小男で常にプルプル震えている。しかしいざ戦闘が始まると震えはぴたりと止み、冷静沈着に指揮を執る生粋の将校と化す。
雀健民（シャオケンミン）
第一機動旅団の中国軍人。スキンヘッドに顎髭と言う厳つい容貌。長官に対して軍上層部の意向を述べるという、いわば目付け役。日本人通訳を常に従えているが、片言の日本語なら喋れるらしい。
最期は京都の戦闘の後、環東軍が解体されることに決まるとこれに反発する日本人の自爆テロに巻き込まれて死亡。
千年屋晴香（ちとせやはるか）
軍需産業のよつば重工業社長。福神や宝船など開発を担当している企業の代表者で、軍事機密に当たることにも触れる事が出来る。
風変わりな髪型、ガラの着いたシャツ、蝶ネクタイを愛用するなど奇抜な言動が目立つ。これを本人は人間は見た目で相手を判断するので奇抜な格好をすれば人間は自然と委縮するからだと印象操作のつもりだと述べている。
物語の核心に迫るような発言やアメリカしか持ち得ない反重力装置などの技術を持っているのは、実はアンチ・ニュートン社らが中心となる謎の組織「マスクマン」のメンバーであったからである。
最期は中道を庇って狙撃されて死亡。
元・自衛隊の男
スキンヘッドでがっしりした体型。
環東軍、福神隊を「麗しの第９条の外で好き勝手する輩」と自衛隊予備隊の仲間を集めて難癖をつけて来た。福神隊と喧嘩になり、問題になる前に千歳屋が踏み込んで来てこの場は、解散させられる。しかし原子爆弾を入手すると京都で行動を起こし、観光客などを人質にして金閣寺に立て籠もる。京都に展開した福神隊を攻撃しようと強襲するリカオンと名取が戦う様子を見ても名取を「ハリボテの英雄」で自分こそ「真の英雄」だと主張する。
最期は原子爆弾を起爆されないように布施が弓削に両腕を狙撃させるも心臓の停止に連動させた起爆を試みて恐らく薬物による心停止状態になる。

### “アメリカ”
ノーマン＝ヒュームリカオン10号機のハンドラー。生まれつき足が不自由であるにもかかわらずリカオン隊のエースである。
この世を支配するものに対する憎悪を抱いている。かつて母親を愛人としてキャンピングカーに養っている親爺に面倒を見て貰いながら、活字中毒の母親と二人でルート15沿線に住んでいた。ある日、母親と二人きりの時に何者かに支配され、突然自我を失って気がつくと自分は血塗れのフォークを握っており、母親は死んでいたと話す。その後、何者かに支配され大勢の人間を殺害したらしい。
ファインマンは彼の行動を支配した何者かを「衝動」と呼び、人が人を殺そうとするメカニズムであり、これを克服することで人が死なない戦争が実現すると考え、犯罪者を特殊軍人として運用する部隊を考えたようである。
戦争を終わらせようとする名取の行動をこの世の支配と結びつけ、次第に苛立ちを感じて「衝動」に支配されるようになる。遂には何機ものリカオンを一人でコントロールし、この世を支配する資本家たち「マスクマン」を抹殺しようと行動を起こして自分たち犯罪者の思考を支配して来たマダム・ライラと賢者の静脈を破壊する。
最期は名取によって殺害される。この時、「俺は世界を救った。」と発言している。
ギャリー
リカオン11号機のハンドラー。神経質そうな顔の男で、戦いに熱中するきらいがある。アカマツをして騎士道精神が無いと言わしめた。
ブラウン
リカオン9号機のハンドラー。ゴリラのような厳つい顔立ちの男で、顔に違わず豪快な一面を見せる。
アカマツ
リカオン隊の隊長。日系人。人類が死なない戦争という考えを信奉している。
ジュリエッタ＝ビアンキ
未来の出来事を予想できるという超能力を持つヒスパニック系の少女。アンチ＝ニュートン社の近未来眺望戦略室の一室で暮らし、超能力を軍事利用に協力している。
日本の横田基地にいたことがあり、その当時に夏目と出会い、互いに微かな恋心を抱いていた。
膨大な情報を処理する「賢者の静脈」と呼ばれるシステムに介入できる。コンタクトレンズのような道具を使って他の登場人物は賢者の静脈にアクセスできるが、この時、閲覧する情報は彼女によって調節されている。これは常人では賢者の静脈の情報量に耐えられないからだと推察できる。ファインマンは、これを賢者の静脈を介して人類の未来を見せてくれると評した。
最期はマダム・ライラの殺害を図ったが、マダム・ライラによって思考汚染された中国兵によって殺害される。この時、夏目と再開しており、次に二人が再開する時に二人は死ぬという未来を予知していたが、夏目は生き残っている。
ファインマン博士
アンチ＝ニュートン社の研究室にいる博士で、半重力マシンやリカオンを開発してきた天才。白目になることが多い。
人が死なない戦争を掲げ、その目的として人の頭をいじることを挙げる。これを最初、四方田は彼が兵器を作ったのは人が死ぬ戦争が楽しいものではないと人々に認識させるためと表現した。しかし実は賢者の静脈や思考通信など人間の思考に直接干渉する技術が存在し、本格的に人の思考を変革させるつもりだったことが分かる。このため人を殺そうとする「衝動」を抑えることが彼の目的であり、犯罪者を使った兵器は人権を奪われた犯罪者なら人が死ぬ戦争ではないという詭弁ではなく、「衝動」をコントロールしようという実験だった。
最期は「衝動」に支配されたノーマン＝ヒュームによって殺害されたらしい描写がある。
ライラ・ランドール
通称「マダム・ライラ」。１０歳の息子を殺して人権を剥奪された犯罪者。アンチ＝ニュートン社の「賢者の静脈」と呼ばれるシステムを構成する生体ユニット。
賢者の静脈はライラと３人の生体ユニットからなり、あらゆる端末に侵入でき、膨大な情報を処理できる。また接続する人間の思考をある方向に収束させることができる。千年屋は思考通信は言葉にできない概念さえも相手に伝えることができ、国家という概念さえもなくなると考えた。中国はこれを思考通信と呼び、人間の頭に異常を起こす手段として思考汚染と呼んだ。ファインマンは人が死なない戦争を実現する上でこのシステムを利用してきたが、人が人を殺そうとする「衝動」だけはコントロールできなかったらしい。
実は物語の当初から名取の思考に働きかけていた。その理由は福神が人を傷つけない、人を助ける兵器だと考えていたからであり、生体ユニットとなってからも自分を助けてくれる者を求めていたと名取は推測した。またファインマンが福神隊に興味を持ったのもこのシステムの働きだったことが分かる。
最期は思考通信に使う「マスク」を被った富裕層、通称「マスクマン」たちと共に利権を貪る邪悪な資本家を敵視するノーマン＝ヒュームによって彼ら共々殺害された。